# Lesencefalu
Lesencefalu ist eine ungarische Gemeinde im Kreis Tapolca im Komitat Veszprém.

## Geografische Lage
Lesencefalu liegt 51 Kilometer südwestlich des Komitatssitzes Veszprém, 8 Kilometer südwestlich der Kreisstadt Tapolca und 7 Kilometer vom nördlichen Ufer des Balaton entfernt. Nachbargemeinden sind Lesenceistvańd, Lesencetomaj, Nemesvita, Vállus und Várvölgy.

## Sehenswürdigkeiten
- Kruzifixe
- Römisch-katholische Kirche Szent Péter és Pál apostolok, 1745 erbaut, 1809 erweitert
- Römisch-katholische Kapelle Szent Donát, erbaut im 18. Jahrhundert im barocken Stil, nördlich in den Weinbergen gelegen
- Weltkriegsdenkmal

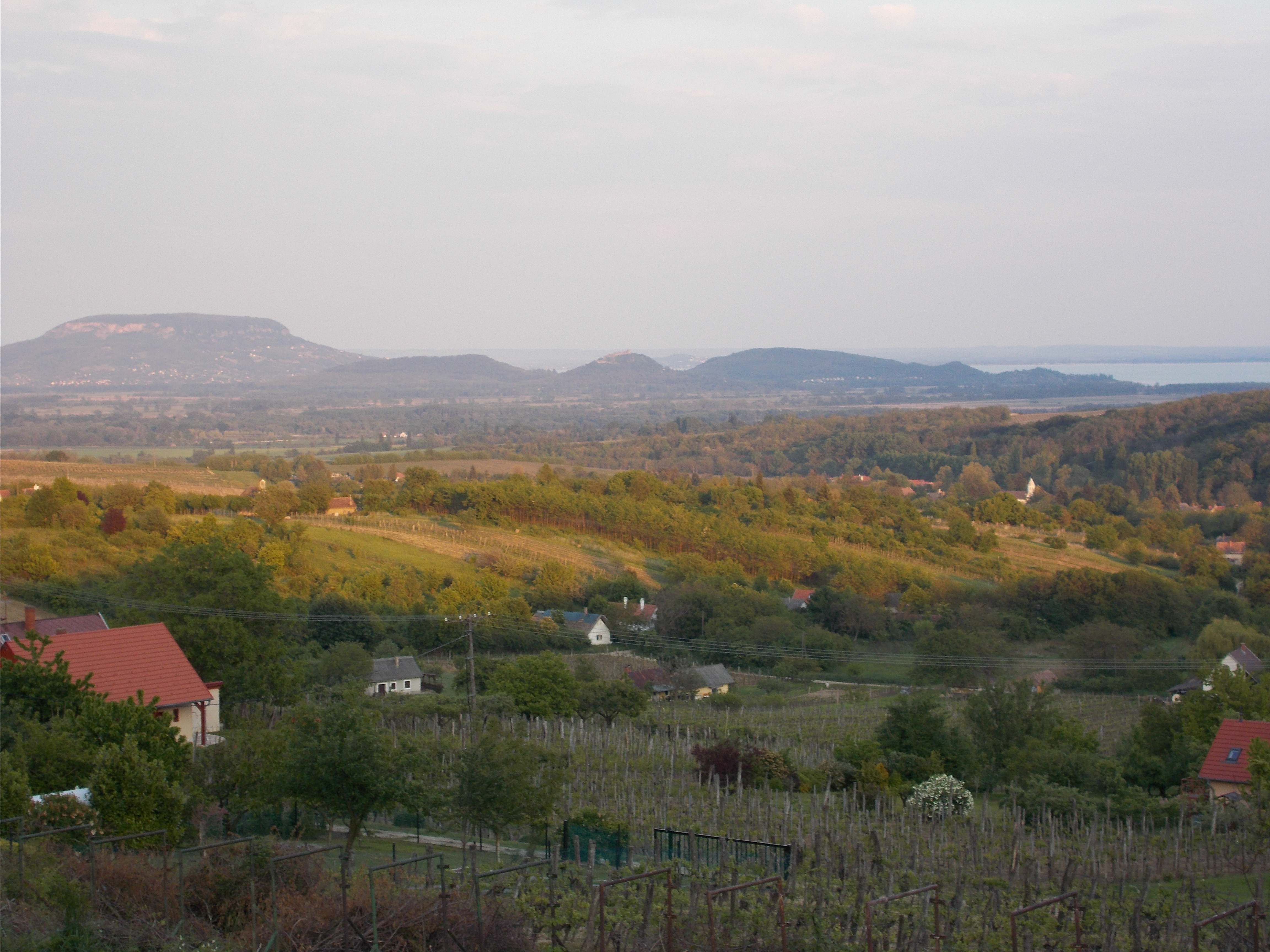
Blick von Lesencefalu in Richrung Balaton
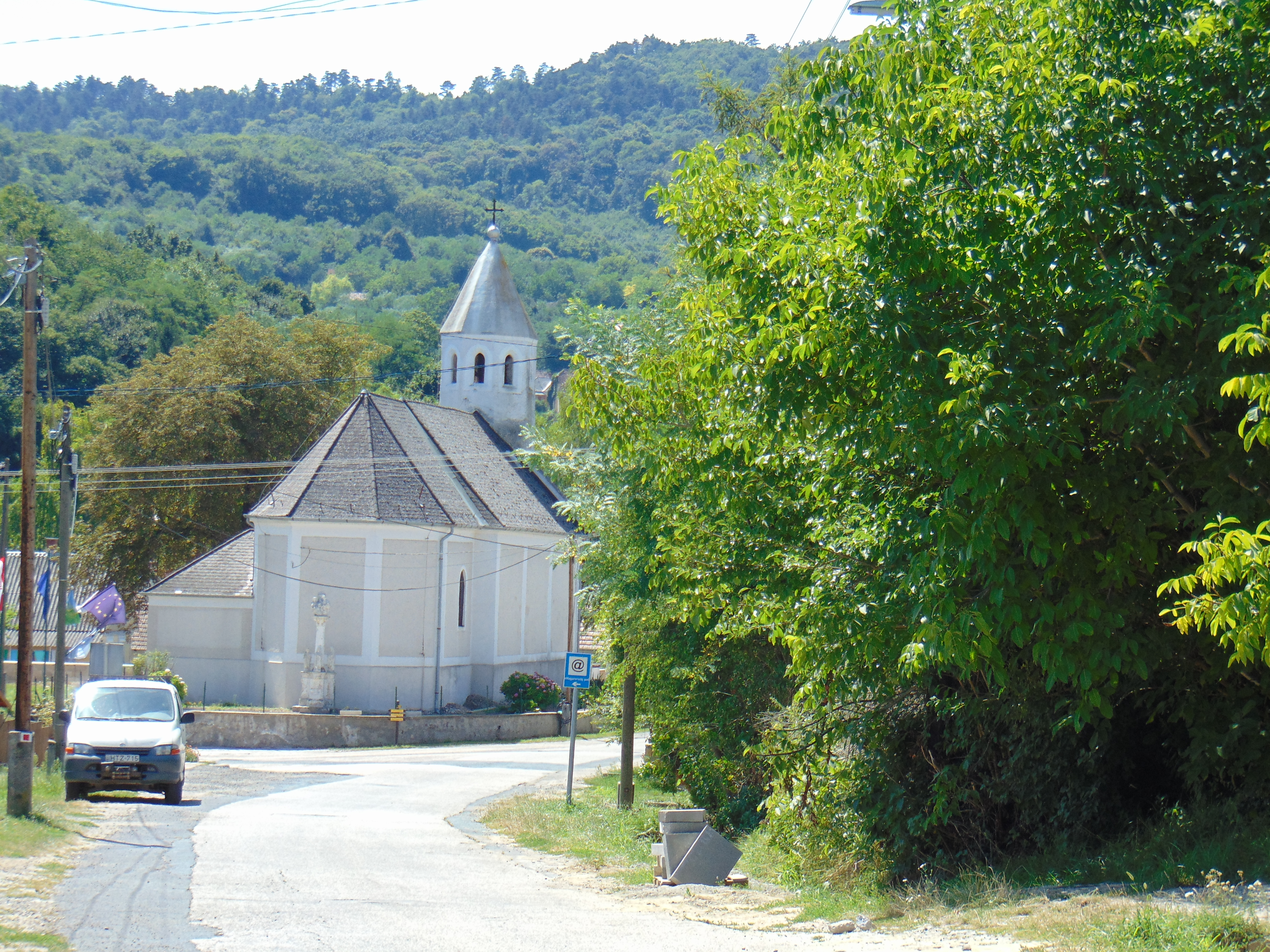
Blick auf die Kirche Szent Péter és Pál apostolok
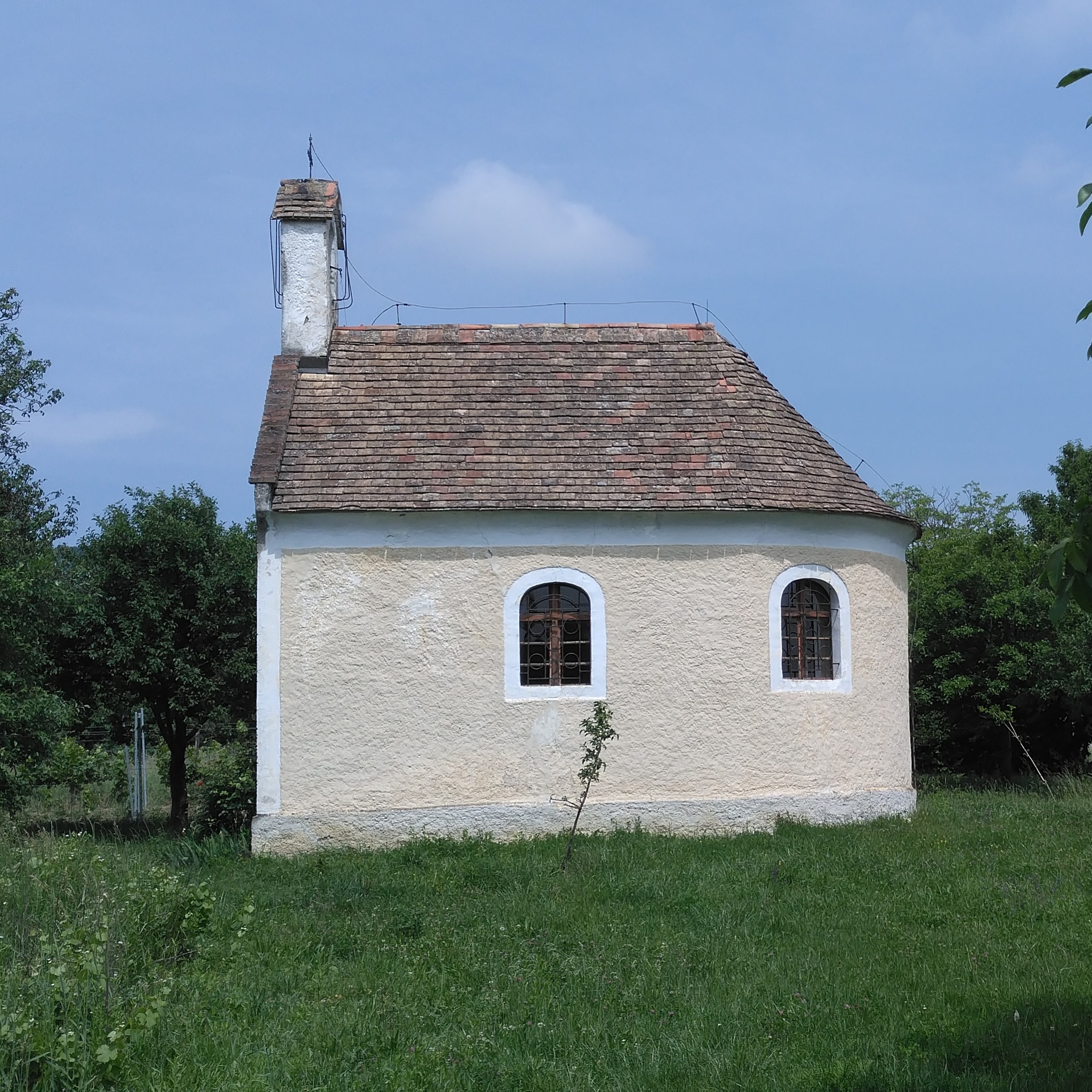
Kapelle Szent Donát
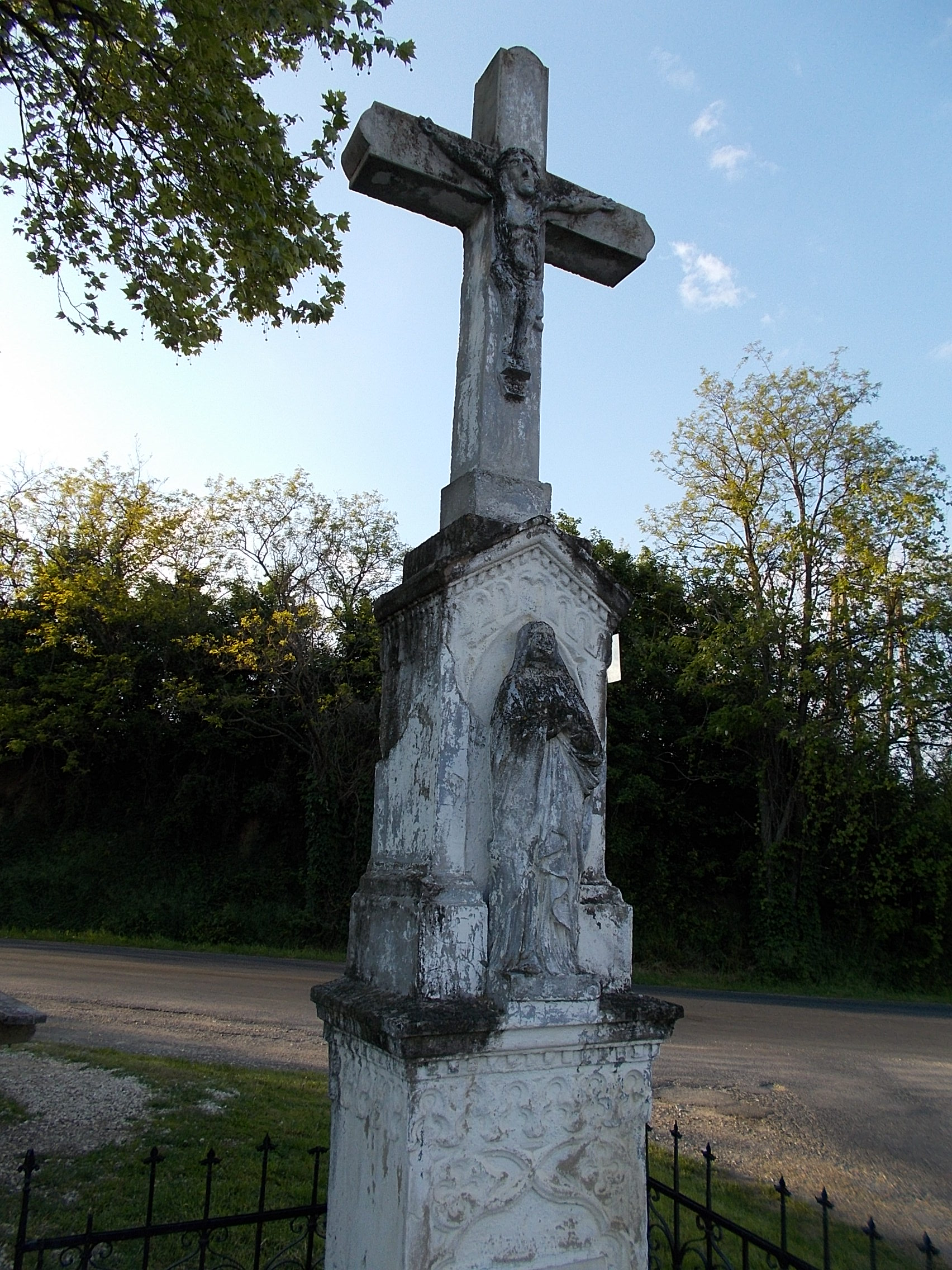
Kruzifix
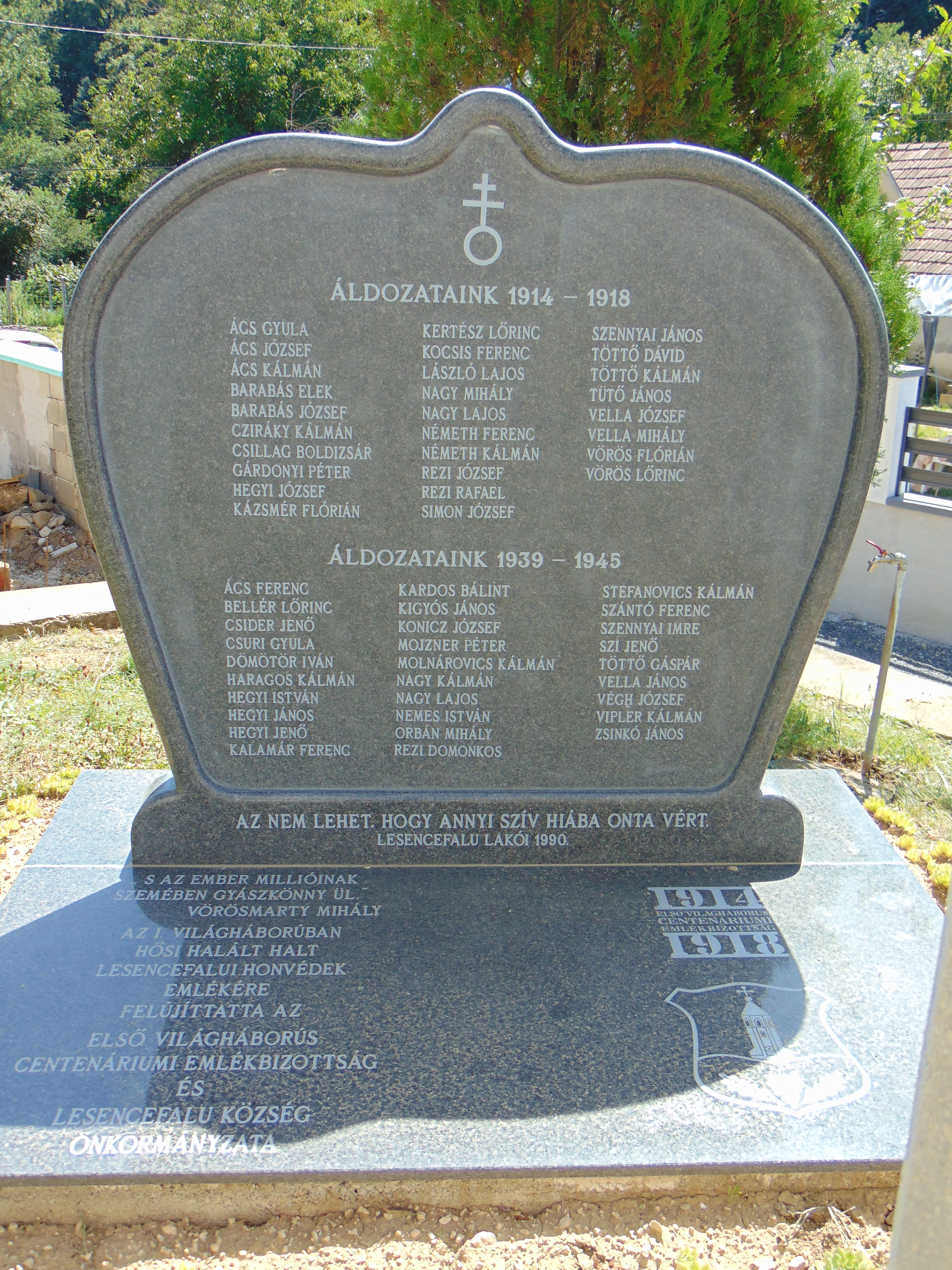
Weltkriegsdenkmal

## Verkehr
Lesencefalu liegt an der Landstraße Nr. 7342. Es bestehen Busverbindungen über Lesencetomaj nach Tapolca sowie über Várvölgy nach Keszthely. Die nächstgelegenen Bahnhöfe befinden sich nördlich in  Uzsabánya-alsó und nordöstlich in Tapolca.